# Barcelonès
|  | Per a altres significats, vegeu «Barcelonès (moneda)». |

El Barcelonès és una comarca de Catalunya, la capital de la qual és Barcelona. Es tracta de la comarca més poblada i industrialitzada del principat. Limita al nord amb el Vallès Occidental i Oriental; a l'est amb el Maresme i la Mediterrània, i per l'oest i el sud amb el Baix Llobregat.

## Termes municipals
| Municipi                  | Habitants |
| ------------------------- | --------- |
| Badalona                  | 223.506   |
| Barcelona                 | 1.636.193 |
| l'Hospitalet de Llobregat | 265.444   |
| Sant Adrià de Besòs       | 36.918    |
| Santa Coloma de Gramenet  | 117.981   |

Municipis del Barcelonès

En la divisió comarcal de 1936 i de 1987, incloïa els municipis d'Esplugues de Llobregat i Sant Just Desvern agregats al Baix Llobregat en la modificació del 1990.

## Història del mediterrani
La comarca està habitada des dels temps dels ibers i va ser ocupada pels cartaginesos a l'edat antiga. Posteriorment va formar part del procés de romanització de Catalunya (amb les aleshores Bàrcino). A l'edat mitjana va augmentar sensiblement la població i el comtat de Barcelona va adquirir progressivament més pes al país, fins que Barcelona va esdevenir-ne la capital. El seu auge ha continuat fins al segle xxi, amb una concentració progressiva de serveis i població.

## Climatologia
El clima del Barcelonès és mediterrani de tipus litoral central. La precipitació mitjana anual està al voltant dels 600 mm, essent els valors més elevats a prop de la Serralada Litoral. L'estació plujosa de l'any és la tardor, seguida de la primavera, i la seca l'estiu, sobretot el juliol. Pel que fa a les temperatures, els hiverns són suaus, amb mitjanes de 9 °C a 11 °C, les temperatures són més baixes a la zona més propera al Besòs i a la Zona Franca on les mínimes són més fredes i els estius calorosos, entre els 23 °C i 24 °C de mitjana, comportant una amplitud tèrmica anual moderada. Pràcticament mai glaça al centre de Barcelona.

## Geografia
La seva geografia està marcada per la plana de Barcelona, la serralada de Collserola i els rius Llobregat i Besòs.
- Muntanya del Tibidabo
- Riu Bogatell[2]
- Riera Blanca
- Riera d'Horta
- Riera d'en Malla
- Riera de Cassoles
- Riera de Canyadó
- Riera de Vallcarca
- Riera de Vallvidrera
- Serra d'en Mena o de Sistrells
- Serra dels Tres Turons
- Torrent de la Guineu
- Torrent de Mèlic
- Turó Blau
- Turó Sul
- Turó d'en Caritg o d'en Claris
- Turó d'en Folc
- Turó d'en Gras
- Turó de Montjuïc (Barcelona)
- Turó de Santa Maria
- Turó del Carmel
- Turó del Putxet o Putget
- Turó de la Banya
- Turó de la Rovira (Barcelona)
- Turó de Castellví
- Turó de la Coscollera
- Turó de la Qüestió (Barcelona)
- Turó del Trac

## Política i govern

### Consell comarcal
El Barcelonès és l'única comarca de Catalunya sense govern propi, ja que el febrer de 2019 el Parlament de Catalunya va aprovar la "Llei 1/2019, del 15 de febrer, de supressió del Consell Comarcal del Barcelonès" i el setembre del mateix any el Govern de la Generalitat en formalitzava la liquidació. Aquest procés es va iniciar amb un acord previ d'autodissolució que es va materialitzar el 15 març de 2017 quan el consell mateix va acordar, per majoria absoluta, una moció unitària per instar la Generalitat i el Parlament a iniciar el procediment de supressió de la institució.

### Organització territorial

#### Informe Roca
El Parlament de Catalunya va encarregar la revisió del mapa territorial a una comissió d'experts presidida per Miquel Roca amb la presència de quatre geògrafs. El gener del 2001 es va presentar l'Informe sobre la revisió del model d'organització territorial de Catalunya, conegut com l'Informe Roca. Aquest report proposa un canvi per al Barcelonès, que se situaria dins de la vegueria de Barcelona:
- Pedanies i enclavaments que canvien de municipi:
  - Llenca entre Vallvidrera i Santa Creu d'Olorda, de Sant Cugat del Vallès, al municipi de Barcelona.

## Demografia
| 1497 f | 1515 f | 1553 f | 1717   | 1787    | 1857    | 1877    | 1887    | 1900    | 1910    |
| ------ | ------ | ------ | ------ | ------- | ------- | ------- | ------- | ------- | ------- |
| 6.385  | 6.797  | 506    | 37.374 | 105.715 | 250.253 | 373.147 | 428.085 | 570.253 | 625.957 |

| 1920    | 1930      | 1940      | 1950      | 1960      | 1970      | 1981      | 1990      | 1992      | 1994      |
| ------- | --------- | --------- | --------- | --------- | --------- | --------- | --------- | --------- | --------- |
| 767.391 | 1.106.951 | 1.206.368 | 1.438.921 | 1.821.324 | 2.281.171 | 2.453.317 | 2.378.906 | 2.286.799 | 2.286.799 |

| 1996      | 1998      | 2000      | 2002      | 2004      | 2006      | 2008      | 2010      | 2012      | 2014      |
| --------- | --------- | --------- | --------- | --------- | --------- | --------- | --------- | --------- | --------- |
| 2.131.378 | 2.117.496 | 2.096.571 | 2.130.092 | 2.193.380 | 2.212.658 | 2.235.578 | 2.251.029 | 2.254.052 | 2.227.238 |

| 2016      | 2018      | 2020 | 2022 | 2024      | 2026 | 2028 | 2030 | 2032 | 2034 |
| --------- | --------- | ---- | ---- | --------- | ---- | ---- | ---- | ---- | ---- |
| 2.232.833 | 2.254.642 | -    | -    | 2.369.316 | -    | -    | -    | -    | -    |